# Беренбах
Беренбах (нім. Berenbach) — громада в Німеччині, розташована в землі Рейнланд-Пфальц. Входить до складу району Вульканайфель. Складова частина об'єднання громад Кельберг.
Площа — 3,15 км2. Населення становить 166 ос. (станом на 31 грудня 2020).